# Gavião-belo
O gavião-belo (Busarellus nigricollis) é um gavião da família dos acipitrídeos, encontrado do México à Argentina e por quase todo o Brasil, em pântanos, banhados, campos inundados e manguezais. A espécie mede cerca de 51 cm de comprimento, com plumagem ferrugínea, cabeça branca, papo manchado, primárias e retrizes negras. 

## Etimologia
Também é conhecida pelos nomes de gavião-lavadeira, gavião-padre e gavião-velho.

O nome gavião-belo foi selecionado como nome vernáculo técnico para a espécie Busarellus nigricollis pelo Comitê Brasileiro de Registros Ornitológicos (CBRO) em 2021.

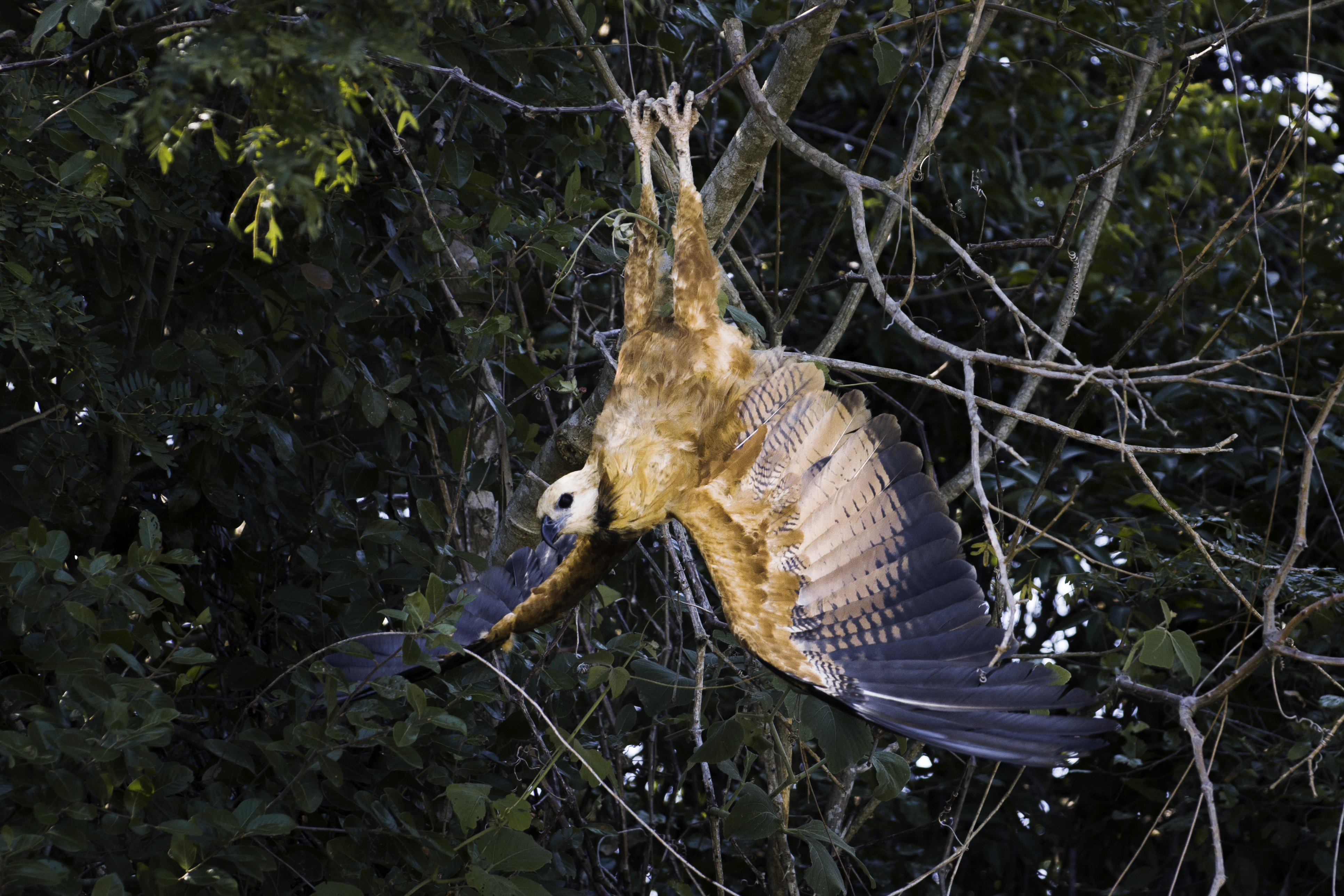
Gavião-belo em posição defensiva

## Características
Mede cerca de 51 cm de comprimento.

## Subespécies
São reconhecidas duas subespécies:
- Busarellus nigricollis nigricollis (Latham, 1790) - ocorre das planícies alagadas da região central do México até a Amazônia brasileira e o leste da Bolívia;
- Busarellus nigricollis leucocephalus (Vieillot, 1816) - ocorre do Paraguai, Uruguai e norte da Argentina até o sudeste do Brasil.

## Alimentação
Alimenta-se de insetos, caramujos e principalmente peixes, os quais consegue capturar em águas rasas próximas à borda, segurando-os com os pés, graças aos dedos serrilhados e às unhas compridas e curvas.

## Reprodução
Faz ninho de gravetos em formato de plataforma, localizado entre 12 e 15 m, em manguezais ou árvores na borda de pântanos. Põe 1 ovo branco-acinzentado com manchas marrons.

## Hábitos
É localmente comum em beiras de lagos, pântanos, campos inundados e manguezais.

## Distribuição geográfica
Quase todo o Brasil e também do México à Argentina.